# Jacob Plange-Rhule
Jacob Plange-Rhule (27 de julio de 1957 - 10 de abril de 2020) fue un médico, académico y rector del Colegio de Médicos y Cirujanos de Ghana desde octubre de 2015 hasta su muerte en 2020.
En el momento de su muerte, Plange-Rhule era el Jefe del Departamento de Fisiología de la Facultad de Ciencias Médicas en Kumasi, Ghana. También fue médico consultor en el Departamento de Medicina del Hospital de Enseñanza Komfo Anokye (KATH) en Kumasi, donde fundó la Clínica renal y de hipertensión y la dirigió durante más de dos décadas. 

## Biografía
Plange-Rhule nació el 27 de julio de 1957 en Winneba, Región Central, Ghana. Se graduó con una Licenciatura en Medicina, Licenciatura en Cirugía (MB ChB) de la Facultad de Ciencias Médicas de la Universidad de Ciencia y Tecnología Kwame Nkrumah en 1984. Plange-Rhule luego completó un doctorado en fisiología renal de la antigua Universidad Victoria de Mánchester (ahora conocida como la Universidad de Mánchester). 
Además de servir como Rector del Colegio de Médicos y Cirujanos de Ghana de 2015 a 2020, Plange-Rhule fue el expresidente de la Asociación Médica de Ghana (GMA) y la Asociación de Riñón de Ghana.
El Dr. Jacob Plange-Rhule murió de una enfermedad corta con COVID-19 en el Centro Médico de la Universidad de Ghana en Acra el 10 de abril de 2020, a la edad de 62 años. Le sobrevivieron su esposa, Gyikua, un pediatra y tres hijos.